# Diaphania arguta
Diaphania arguta is een vlinder uit de familie van de grasmotten (Crambidae), uit de onderfamilie van de Spilomelinae. De wetenschappelijke naam van deze soort is voor het eerst voorgesteld als Phacellura arguta door Julius Lederer in een publicatie uit 1863.

## Verspreiding
De soort komt voor in de Verenigde Staten, Mexico, Guatemala, Honduras, Costa Rica, Panama, Colombia, Venezuela, Guyana, Suriname, Frans Guyana, Trinidad en Tobago, Brazilië en Bolivia.